# Мерримэн, Роберт Хейл
Роберт Хейл Мерримэн (венг. Robert Hale Merriman; 1908—1938) — американский профессор экономики Калифорнийского университета, участник Гражданской войны в Испании.

## Биография
Родился в 1908 году в штате Невада, США, в семье лесоруба.
До поступления в Университет Невады, работал во многих местах. В качестве дополнительного заработка присоединился к Корпусe подготовки офицеров запаса, где получил начальную военную подготовку. Преподавал в Калифорнийском университете, занимался политикой, симпатизировал левым, стал добровольцем Гражданской войны в Испании.
В начале 1937 года вместе с женой Марион поехал в Испанию, вступил в интернациональную бригаду в учебно-тренировочном лагере в Альбасете. Затем стал командиром интербригады имени Авраама Линкольна, получил звание капитана Испанской Республики. Был участником сражения при Хараме, где получил тяжелое ранение. После излечения стал начальником штаба бригады, на его место был назначен ветеран армии США Martin Hourihan.
Также Мерримэн принимал участие в Брунетской операции, где бригада Линкольна понесла большие потери. Снова руководил XV интербригадой во время Теруэльской операции в Арагоне, в ходе которой бригада отступила к границам Каталонии. Погиб в бою 2 апреля 1938 года в муниципалитете Гандеса. Считается, что Мерримэн является прототипом Роберта Джордана — главного героя романа Эрнеста Хемингуэя «По ком звонит колокол».
Его жена вернулась в США и работала в Стэнфордском университете. Она стала автором книги «American Commander in Spain: Robert Hale Merriman and the Abraham Lincoln Brigade», опубликованной в 1986 году.